# Paulino de Milão
Paulino de Milão (em latim: Paulinus Mediolanensis), conhecido também como Paulino, o Diácono (em latim: Paulinus Diaconus), foi um notário de Ambrósio de Milão e seu biógrafo. Sua obra é a única biografia de Ambrósio baseada num relato contemporâneo e foi escrita a pedido de Agostinho de Hipona. Nela consta a data de 422.

## Contra os pelagianos
Em 411, em Cartago, Paulino foi contra Celéstio, um defensor do pelagianismo, e os procedimentos foramis foram descritos por Agostinho em "Sobre o Pecado Original". Paulino propôs seis teses definindo as visões pelagianas como heresia e Celéstio desistiu de tornar-se um presbítero em Cartago, mudando para Éfeso.
Paulino foi convocado a Roma em 417 para se justificar, mas, com apoio local, recusou-se a aparecer diante do papa Zósimo. No ano seguinte, o papa levou em consideração o apoio que ganhou o anti-pelagianismo e condenou tanto Celéstio quanto Pelágio.